# Richard Harkins
Richard Harkins (1933 - 18 kwietnia 2004 w Raymore, Missouri), amerykański działacz sportowy.
W latach 1984–1987 stał na czele Amerykańskiej Unii Sportowej (American Athletic Union, AAU) jako jej prezydent. Przekształcił organizację, powołaną pierwotnie do koordynacji przygotowań olimpijskich, w powszechną instytucję dla sportowców w różnym wieku i o różnym statusie; do prowadzenia takiej polityki został zmuszony decyzją Kongresu amerykańskiego, który odebrał AAU dotacje finansowe.